# Cibeureum (Cugenang)
Cibeureum is een bestuurslaag in het regentschap Cianjur van de provincie West-Java, Indonesië. Cibeureum telt 8416 inwoners (volkstelling 2010).